# Sistema educativo de India

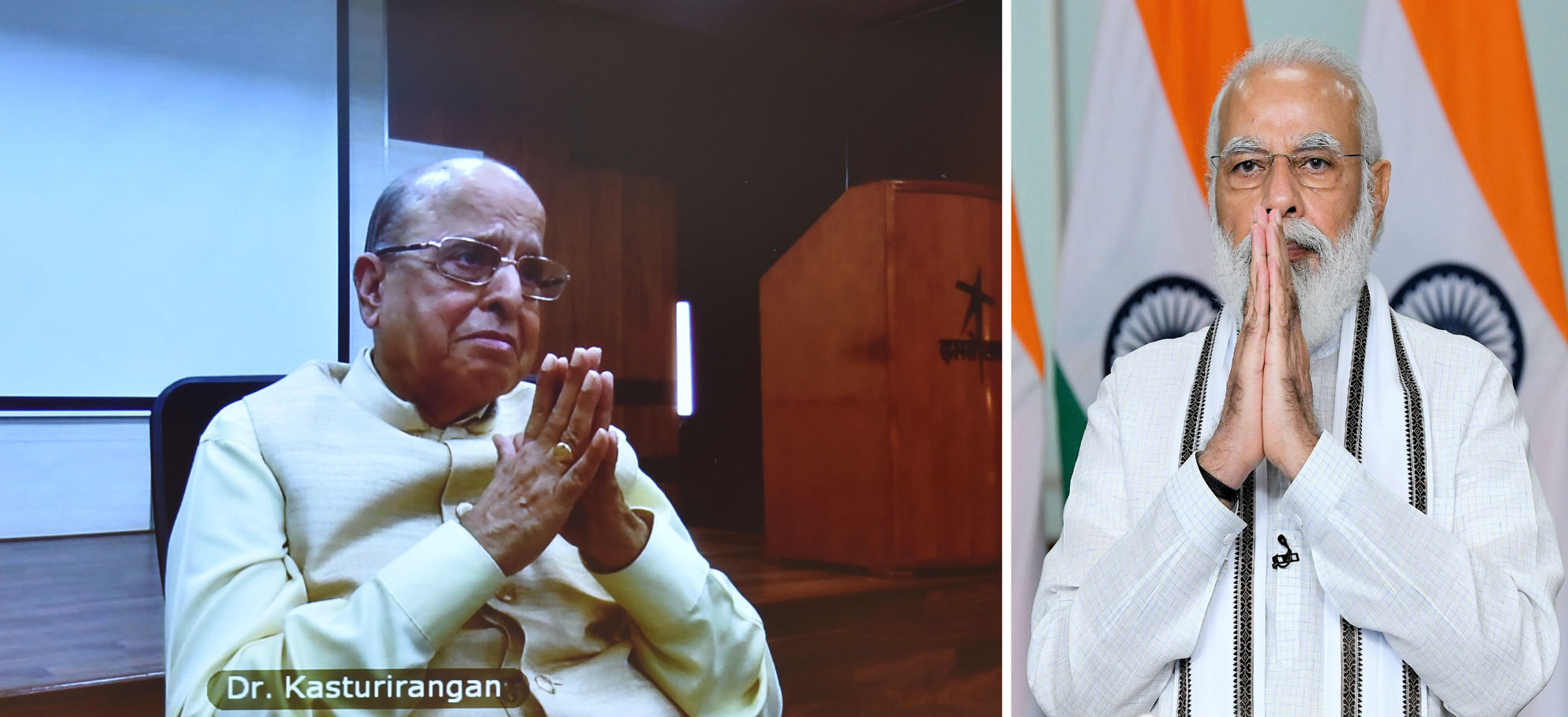
El Primer Ministro Narendra Modi asiste al Cónclave sobre Reformas Transformacionales en la Educación Superior bajo la Política Nacional de Educación-2020 a través de videoconferencia, en Nueva Delhi el 7 de agosto de 2020.

La India ha sido uno de los principales lugares de aprendizaje durante miles de años, que se remonta a la antigüedad de los puestos de aprendizaje como Nalanda.
India se ha propuesto retos e iniciativas educativas; una de las principales concepciones en la educación primaria, es el lograr alcanzar el 100% de alfabetización. La educación primaria universal y obligatoria, con sus problemas de mantenimiento de los niños pobres en la escuela y el mantenimiento de la calidad de la educación en las zonas rurales, ha sido difícil de lograr, Kerala es el único estado indio para llegar a este objetivo hasta el momento.
Todos los niveles de la educación en la India, desde la primaria hasta la secundaria, son supervisadas por el Ministerio de Desarrollo de Recursos Humanos (Departamento de Educación Superior (India, y el Departamento de Educación Escolar y Alfabetización), y fuertemente subvende la India, aunque hay un movimiento para que la educación superior parcialmente se autofinancie. El Gobierno indio está estudiando la posibilidad de permitir el 100% de la inversión extranjera directa en la Educación Superior además de que ha contribuido con mejoras dentro de la misma.
La tasa total de alfabetización de adultos, 2005-2008 es del 63%. La tasa neta de matriculación/asistencia enseñanza primaria, 2005-2015 es del 83%.[cita requerida]
El gobierno indio pone principal énfasis en la educación primaria hasta la edad de catorce años (conocido como la educación primaria de la India).[cita requerida]
- Datos: Q973808
- Multimedia: Education in India / Q973808